# Kirchlauter
Kirchlauter là một đô thị ở Haßberge bang Bavaria thuộc nước Đức.